# Жена Иуды (телесериал)
«Жена Иуды» (исп. «La Mujer de Judas») — венесуэльская теленовелла, написанная сценаристом Мартином Анном. Производство компании Coral. В российский прокат также выходил под названием «Вино любви» на телеканалах REN TV и Zone Romantica. Жанр сериала можно отнести не только к традиционной теленовелле, но и к ужасам и триллеру.

## Сюжет
Маленький городок Карора потрясает известие — после 20 лет заключения выходит на свободу женщина по имени Альтаграсия дель Торо (Астрид Каролина Эррера), обвинённая когда-то в убийстве священника. Когда её брали под стражу, она громко клялась всем отомстить и теперь весь городок в ужасе. И в подтверждение всех опасений начинают происходить страшные вещи — начали погибать один за другим люди, так или иначе, причастные к этой истории. Тем временем в городок приезжает молодая, красивая, умная и немного наивная студентка, Глория Леаль (Шанталь Бодо). Её заинтересовала эта история и она решает в качестве дипломной работы сделать фильм про Альтаграсию. К своему удивлению Глория узнаёт, что является родственницей Альтаграсии и наследницей многомиллионного состояния её семьи и крупной винодельни Бодегас дель Торо. Тогда её решимость разгадать тайну становится ещё сильнее: кто же разрушил её семью?
Между делом к ней приходит любовь в виде наёмного президента компании дель Торо, молодого и предприимчивого Саломона Вайсмана (Хуан Карлос Гарсия), но их счастью мешает коварная Эмма Брандт (Мирела Мендоса), с которой Саломон обручён и с которой же его связывает крупное финансовое соглашение, а также тайна семьи дель Торро. А убийства продолжаются. И на фоне этих трагедий вырисовывается зловещая фигура таинственной женщины в подвенечном платье, испачканном в крови, прозванная в народе Жена Иуды.

## Актёры
- Шанталь Бодо — Глория Леаль
- Хуан Карлос Гарсия — Саломон Вайсман
- Астрид Каролина Эррера — Альтаграсия дель Торо
- Луис Герардо Нуньес — Маркос Рохас Пауль
- Джули Рестифо — Хоакина Леаль (Хуака)
- Гледис Ибарра — Марина Батиста
- Кьяра (Глория Сабрина) — Лаура Брисеньо
- Хавьер Видаль — Людовико Агуеро дель Торо
- Дора Маццоне — Чичита Агуеро дель Торо
- Федра Лопес — Рикарда Араухо
- Альби де Абреу- Алирио Агуеро дель Торо
- Мирела Мендоса — Эмма Брандт Иченагусия
- Эстефания Лопес — Корделия Араухо Рамирес
- Карл Хоффман — Эрнесто Синклер
- Алехандро Отеро — Франциско Каньеро (Панчо)
- Амбар Диас — Петунья Лопес Редилль
- Роберто Молл — Буенавентура Брисеньо
- Кончетта ло Дольче — Саграрио дель Торо
- Карелис Ольярвес — Микаела Бельорин
- Бетти Рут — Беренис дель Торо
- Начо Уэтт — Исмаель Агуеро дель Торо
- Деялит Лопес — Лила Альварес
- Ренди Пиньянго — Каликсто Ромеро
- Хуан Карлос Тарасона — падре Себастьян[1]